# Laurent Gillander

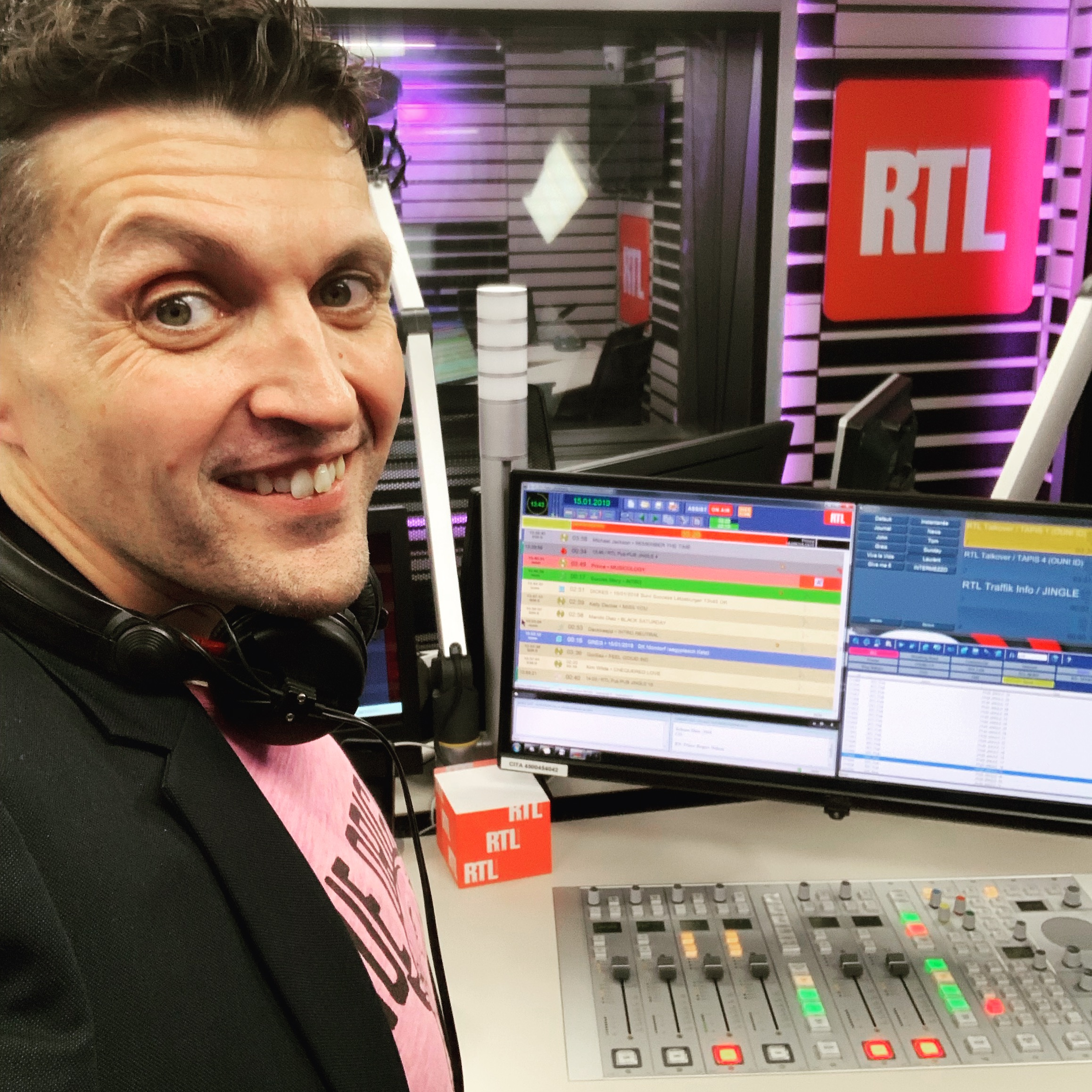
Laurent Gillander 2019

Laurent Gillander (* 27. Juli 1978 in Esch an der Alzette) ist ein luxemburgischer Hörfunkmoderator bei RTL Radio Lëtzebuerg.

## Leben und Wirken
Gillander besuchte bis 1996 das Technische Lyzeum in Düdelingen und war anschließend rund zwei Jahre bei der Lëtzebuerger Arméi in Diekirch als Soldat auf Zeit. Erste Erfahrungen beim Radio sammelte er im Alter von 16 Jahren beim Schülerradio „Radio Diddeleng“, später dann bei Radio LRB, wo er als freier Mitarbeiter tätig war. In den folgen Jahren moderierte er verschiedensten Sendungen auf diesem Lokalsender und arbeitete parallel als Techniker bei CMD, dem heutigen Telefondienst des Luxemburger Postunternehmens.
In 2008 wechselte Gillander als freier Mitarbeiter zu Eldoradio. Eine Festeinstellung beim Sender erfolgte im August des darauffolgenden Jahres. Zunächst war er nur an Wochenenden zu hören. Unter der Woche pflegte er den Internetauftritt des Senders. Im Februar 2010 wechselte er dann in die Frühsendung von Eldoradio. Seit Einführung der Doppelmoderation im Jahre 2011 war Laurent Gillander für die Morningshow XL auf Sendung. Die Show lief von Montag bis Freitag von 5 bis 10 Uhr dies in Zusammenarbeit mit Andy Pawlikowski. Von September 2013 bis September 2017 wechselte Gillander von der Frühschicht zur Spätschicht. Fortan war es die tägliche Feierabend-Sendung von 17 bis 20 Uhr, die Laurent Gillander 4 Jahre lang produzierte.
Im Februar 2018 wechselte er zu RTL Lëtzebuerg; der Sender gehört zur RTL Group (Bertelsmann SE & Co. KGaa). Dort moderierte Laurent Gillander, neben einigen Sendungen an Wochenenden, täglich die Nachmittagsshow von 13 bis 16 Uhr und war die Vertretung der Frühsendung, die täglich von 5 bis 7 Uhr ausgestrahlt wurde.
Der Sendeplan von September 2019, sieht einen Wechsel vor, indem Laurent Gillander in zwei Sendungen zu hören ist. Im Zweiwochentakt moderiert er die Frühsendung von Montag bis Freitag zwischen 05h00 Uhr bis 07h00 Uhr. Danach die Abendsendung von 16h00 Uhr bis 20h00 Uhr.
Für die Hörer von RTL Radio Lëtzebuerg gibt er täglich sein Musikwissen in der Rubrik „Pop History“ weiter.
Außerdem ist seine Sendung eine beliebte Anlaufstelle für Luxemburger Musiker, die gerne über ihre neue Projekte reden wollen. Einige Gäste im Studio waren: Seed To Tree, Tyra oder auch der Countrymusiker Buffalo C Wayne.
Weitere Interviews führte er unter anderem mit Rea Garvey, Charlie Winston, Stefanie Heinzmann, Stefanie Kloß.
Zudem kann Gillander zahlreiche Referenzen in puncto Events und Veranstaltungen aufweisen. Von 2004 bis 2019 stand er regelmäßig für die Fête de la Musique in Kayl auf der Bühne. Auch als Conférencier für lokale Unternehmen und Veranstaltungen wie etwa Orange ist er tätig, für die er zum Beispiel das Public Viewing Event auf dem Knuedler zur EM 2012 moderierte.
Auch als DJ arbeitete Laurent Gillander zeitweilig. In den Jahren 2015–2017 spielte er regelmäßig für die Restaurantbetreiber-Firma Concept & Partners. Der Abschluss seiner kurzen DJ-Karriere fand in Bönen statt. Hier spielte er bei einer Ü25-Party als Gast-DJ sein letztes Set.
Während seiner Zeit bei Eldoradio war Laurent Gillander bei der IPL unter Vertrag und wurde somit die Werbestimme in Luxemburger Sprache für CMD und deren Produkt Youz, Opel, Mercedes, Ikea, LIDL, HDI Gerling, Peugeot und zahlreiche andere lokale Unternehmen. Durch den wachsenden Bekanntheitsgrad seiner Stimme bei RTL musste er diesen Vertrag im Jahr 2018 kündigen.